# Керес (народ)

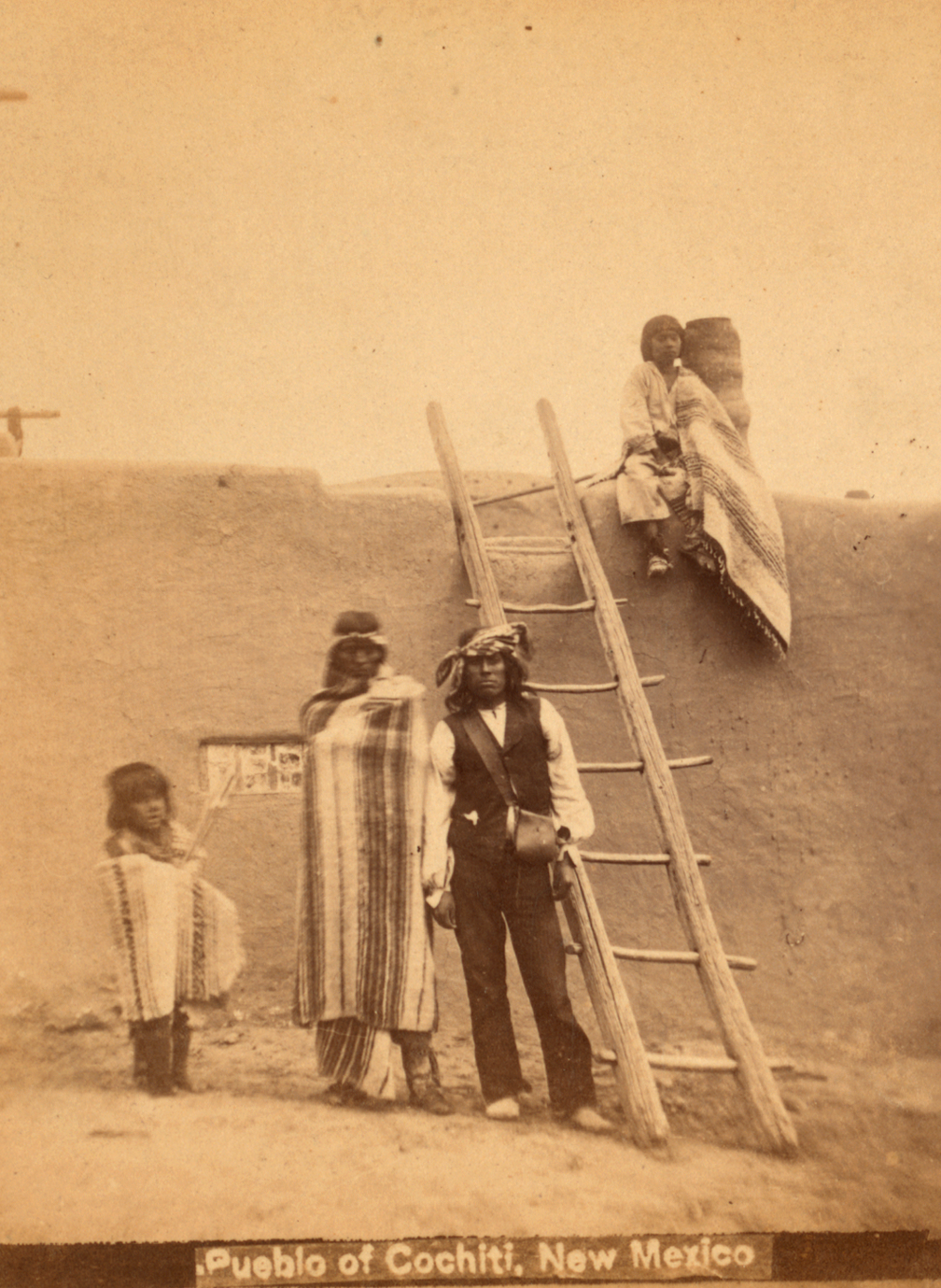
Група людей в пуебло Кочеті (Нью-Мексико)

Керес — один із народів Пуебло. Вони розмовляють англійською, кересанськими мовами та однією мовою жестів керес.
До групи належать сім пуебло:
- Кочеті
- Сан-Феліпе Пуебло
- Кева Пуебло
- Зіа Пуебло
- Санта-Ана Пуебло
- Акома Pueblo
- Лагуна Пуебло[2]

## Етноботаніка
- Абронія ароматна — Люди Керес змішують подрібнене коріння рослини з кукурудзяним борошном і їдять, щоб набрати вагу.[3] Вони також використовують цю суміш, щоб не стати жадібними і роблять із рослини церемоніальні намиста.
- Acer negundo — з гілочок роблять молитовні палички.
- Commelina dianthifolia — настій рослини, що використовується як ліки для ослаблених хворих на туберкульоз.[4]
- Герань цеспітозумова — коріння, подрібнене в пасту для лікування болячок, а ціла рослина як їжа для індички.[5]

## Галерея

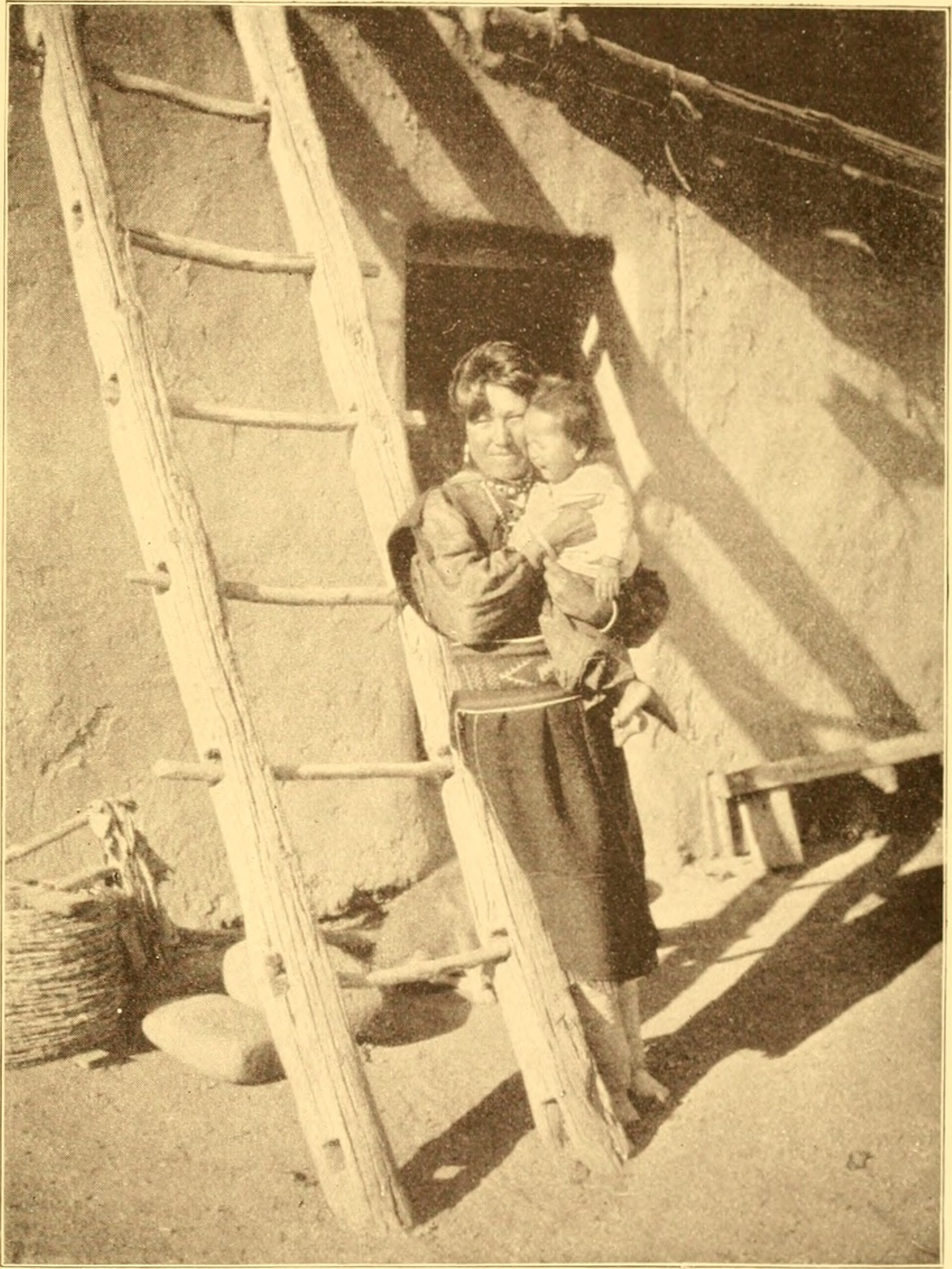
Жінка з дитиною, Кочеті (Нью-Мексико)
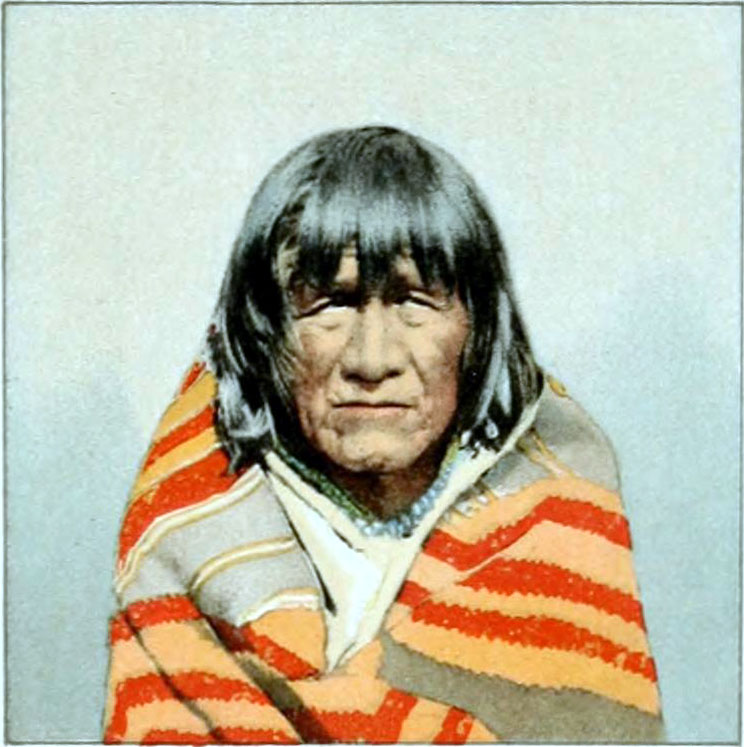
Стара жінка, Кочеті (Нью-Мексико)
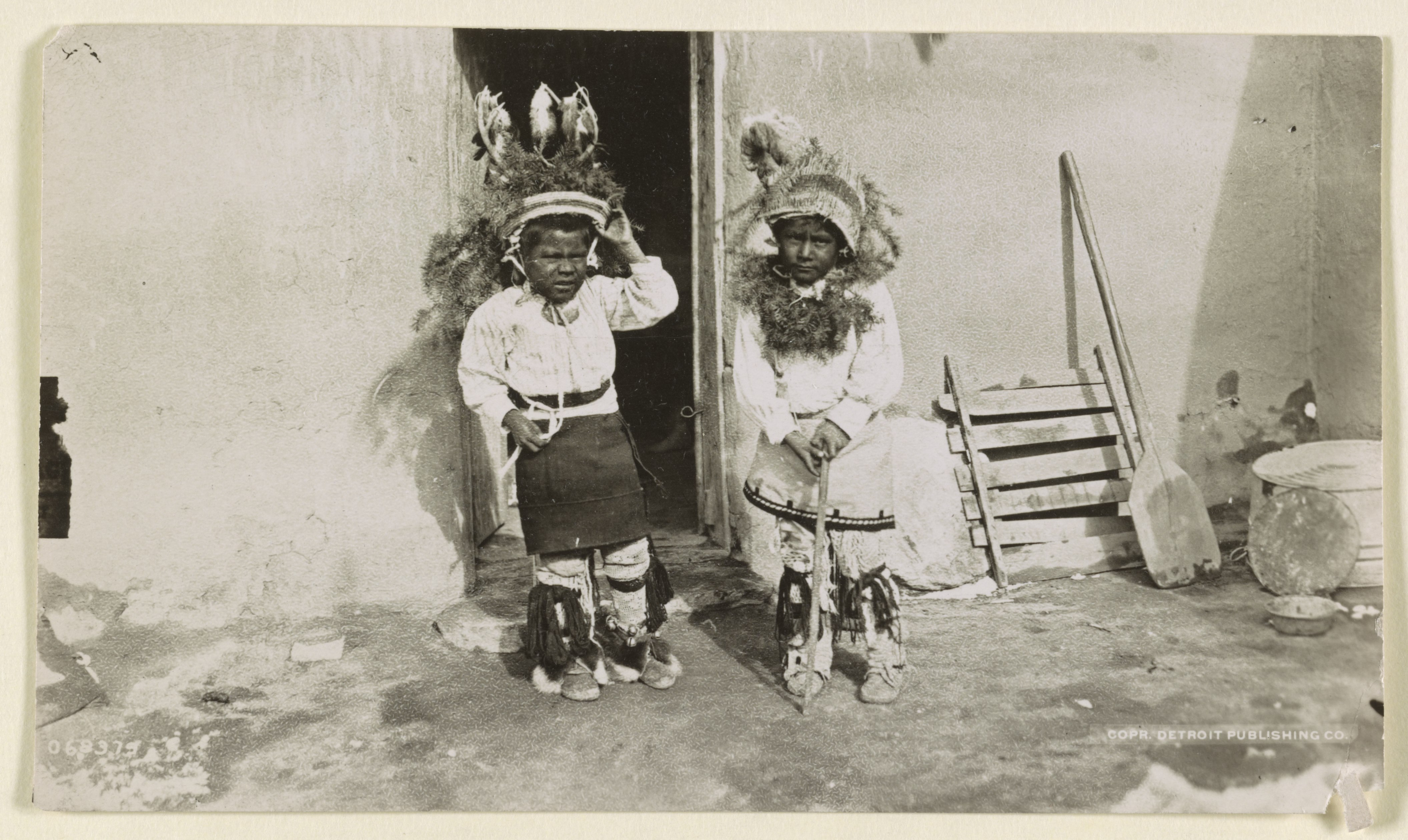
Діти вчать танець оленя, Кочеті (Нью-Мексико)
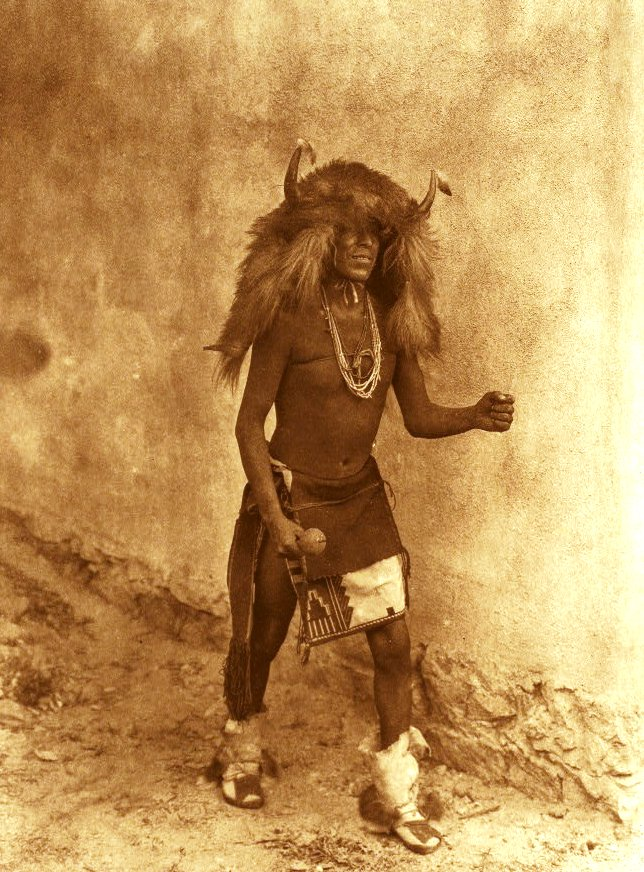
Танцівник, Зіа-Пуебло (Нью-Мексико)